# Jonas L.A.
Jonas L.A é uma série original do Disney Channel, criada por Roger S.H. Schulman de Shrek e Michael Curtis de Phil of the Future, estrelando os integrantes da banda Jonas Brothers (Kevin Jonas, Joe Jonas, Nick Jonas) e seu irmão mais novo, Frankie Jonas. A série, que recebeu ainda com o nome original de JONAS, estreou no dia 2 de maio de 2009 nos EUA, 31 de julho de 2009 no Brasil (com uma pré-estreia no dia 26 do mesmo mês) e em Portugal dia 13 de setembro de 2009. Em sua 2ª temporada, os irmãos Jonas se mudam para Los Angeles, fazendo assim a série receber o nome de JONAS L.A, estreando no dia 5 de maio de 2010. Teve sua estréia no Brasil, pelo Disney Channel dia 7 de setembro de 2010. Em Outubro de 2010 a Disney Channel comunicou o cancelamento da série.

## Episódios
| Temporada | Temporada | Episódios | Exibição original | Estreia da temporada | Final da temporada   |
| --------- | --------- | --------- | ----------------- | -------------------- | -------------------- |
|           | 1         | 21        | 2009              | 2 de maio de 2009    | 14 de março de 2010  |
|           | 2         | 13        | 2010              | 20 de junho de 2010  | 3 de outubro de 2010 |

## Exibição na Rede Globo
- Em 1 de novembro de 2010, estreou na Rede Globo a Primeira Temporada da série na TV Globinho, em substituição da Primeira Temporada de Zack e Cody: Gêmeos a Bordo, às 11:20 (em alguns estados, como no Ceará, às 10:20, em razão do Horário de Verão).

### DVDs brasileiros
No Brasil, a Disney começou a lançar os DVDs com os episódios da primeira temporada de JONAS a partir de janeiro de 2010, junto com os DVDs de Sunny Entre Estrelas. São três volumes, cada um com sete episódios, totalizando os vinte e um que compõem a primeira temporada. No Brasil, tem uma versão inédita e não há títulos nos volumes como Sunny entre Estrelas e Hannah Montana.
| Temporada | Volume | Episódios | Bônus                                                                 | Lançamento            |
| --------- | ------ | --- | --------------------------------------------------------------------- | --------------------- |
| 1ª        | Vol. 1 | 1 a 7 (A Canção Errada, Filmes Caseiros, Garota da Pizza, Caindo na Real, O Melhor Amigo da Banda, Correndo Atrás de Um Sonho e Vítima da Moda)                                     | Você Foi Envolvido Pelos Jonas Brothers, Surpreendendo Chelsea Staub. | 20 de janeiro de 2010 |
| 1ª        | Vol. 2 | 8 a 14 (O Ding Que Você Faz, Repetição Completa, Doença de Amar, Os Três Mosqueteiros, Românticos Frenéticos, Detenção e Karaokê Surpresa)                                          | Você Foi Envolvido Pelos Jonas Brothers, Surpreendendo Jordin Sparks. | 10 de março de 2010   |
| 1ª        | Vol. 3 | 15 a 21 (A Casa Não Está Sozinha, Esquecendo o Aniversário da Stella, O Conto do Quartel de Bombeiros Mal Assombrado, Encontro Duplo, Ombro Frio, A Bela e o Ritmo e Exame Difícil) | Erros de Gravação da 1ª Temporada da Série.                           | 12 de maio de 2010    |

## Enredo
Na série, Kevin, Joe e Nick Jonas são 3 irmãos adolescentes talentosos que formam um banda de rock muito popular, JONAS. Os garotos fazem o seu melhor para viver vidas normais, embora tendo varias guitarras , shows de turnês, roupas da moda e ter milhares de fãs enlouquecidas seguindo todos os seus passos. Assim, os irmãos se encontram sempre em situações absurdas.
A série se passa na casa da família Lucas em Nova Jersey - que costumava ser um posto de bombeiros da Rua Jonas, a inspiração para o nome da banda - e na escola privada deles, Horace Mantis Academy. Lá os irmãos experimentam todo tipo de diversão em situações incomuns, que aparecem por eles serem estrelas do rock. Eles são acompanhados pela sua amiga de infância, a estilista Stella Malone, que ajuda os irmãos a se manterem sempre na moda. Junto com Stella está a sua melhor amiga e maior atleta da escola, Macy Misa, que é auto-proclamada como a fã número 1 de Jonas e fica sempre afobada e acaba batendo sem querer em todos dos Jonas.

## Elenco
Protagonizando
- Kevin Jonas como Kevin Jonas / Dublador : Vagner Fagundes  / Dobrador: Pedro Cardoso
- Joe Jonas como Joe Jonas / Dublador : Thiago Longo  / Dobrador: Rui Nunes
- Nick Jonas como Nick Jonas / Dublador : Diego Marques / Dobrador: Romeu Vala

Co-Protagonistas
- Chelsea Kane como Stella Mallone / Dubladora : Luciana Baroli / Dobradora: Sara Compino
- Nicole Anderson como Macy Misa / Dubladora : Priscila Franco / Dobradora: Rita Tristão

Participação Especial
- John Ducey como Tom Jonas  / Doblador: Rui Brás

Elenco Secundário
| Personagem    | Ator/Atriz       | Aparições | 1º Aparição     |
| ------------- | ---------------- | --------- | --------------- |
| Sandy Lucas   | Rebecca Creskoff | 3         | Groovy Movies   |
| Frankie Lucas | Frankie Jonas    | 7         | Groovy Movies   |
| Grandão       | Robert Feggans   | 3         | Keeping It Real |
| Van Dyke Tosh | Chuck Hittinger  | 3         | Fashion Victim  |

## Personagens
Paul Kevin Jonas (Kevin Jonas)
Kevin é o mais velho dos irmãos e costuma ser visto como engraçado, e pateta. Kevin é conhecido por pensar em coisas estranhas, como uma lontra que toca trompete e sonhar com um lêmure, que dava a ele pudim de chocolate. Kevin frequentemente surge com planos que são loucos ou impossíveis, mas ocasionalmente também tem algumas boas ideias. Quando ele diz uma mentira, sua voz tende a ser fina. Ele é dono de um rack de guitarras e gosta de bichos de pelúcia. Ele faz back vocal e toca guitarra na banda.
Nicholas "Nick" Jonas (Nick Jonas)
Nick é o membro mais calmo da banda. Ele é conhecido por ter muitos relacionamentos de curta duração, e sua família critica-o por se apaixonar muito rápido. Nick é o mais sério do grupo, às vezes, perde a paciência com palhaçadas de Kevin. Nick faz vocal, toca bateria, guitarra e teclado na banda. É muito perfeccionista e quer sempre que tudo saia como planejado. Ele também tem -3 pontos abaixo de génio.
Na segunda temporada ele começa a namorar Macy em segredo, mas Macy gostaria que eles contassem aos outros. Depois Nick canta uma musica de amor para Macy na frente de Joe, Kevin, Stella e a sobrinha do Big Man, Kiara, e assume que os dois estão namorando.
Joseph "Joe" Jonas (Joe Jonas)
Joe é conhecido como o galã teen do grupo. Ele e Stella Malone, sua amiga de infância, se gostam, mas não decidem namorar, pois não querem estragar a amizade. Mas ele ainda tem sentimentos por ela, e está sempre tentando passar tempo com ela, então no 18º episódio Joe beija Stella. Joe gosta de bichos de pelúcia que fazem barulho. Joe faz vocal, canta, e toca teclado e guitarra na banda JONAS. Joe tem ciúmes de Stella quando ela sai com outros garotos.
Stella Mallone (Chelsea Staub)
Stella é estilista de moda da banda e melhor amiga de Macy, Joe, Nick e Kevin. Ela é amiga de infância dos irmãos. Ela gosta de todos os irmãos, mas seu coração tem um lugar especial para Joe. Ela fica com ciúmes quando vê Joe com outra garota. Stella criou um equipamento automatizado chamado de "Stellavador" e está sempre criando novas roupas para os Jonas. Ela se irrita quando vê suas roupas destruídas, odeia ficar fora de moda. Stella também ajuda a Macy a falar com os Jonas sem feri-los. Ao contrário de sua melhor amiga, Stella é péssima em esportes.
Macy Misa (Nicole Anderson)
Macy Misa é amiga e fã número 1 dos irmãos Jonas. Macy desmaia ou fere os Jonas por acidente, quando ela fica perto deles. Quando ela sai com um rapaz que não é um dos irmãos, ela tenta transformá-los em um clone dos Jonas. Ela é muito atlética e adora e é boa em esportes e ela também trabalha na loja de sua mãe. Macy é uma cantora terrível. Macy é a presidente do fã clube dos Jonas. Em episódios mais recentes, Macy se torna mais amiga da banda, especialmente de Nick.
Na segunda temporada ela começa a namorar o Nick, mas os outros não sabem. Também na segunda temporada ela não é mais fanática pelos JONAS, mas ainda assim continua a fazer seu site sobre os JONAS e o que lhes acontece no Verão.
Tom Jonas (John Ducey)
É o pai de Joe, Nick, Kevin e Frankie. Sempre quer o bem dos meninos, e os acompanha em shows e turnês. É o empresário do grupo, então ele tenta vender tudo dos JONAS, até carne seca.

## Cancelamento
A série foi oficialmente cancelada em novembro de 2010. Devido ao fato dos Garotos estarem ocupados, com sua carreira musical, a série também estava dando baixa audiência. Além disso, a série estava tomando outro rumo com as férias em Los Angeles, o que não agradou os fãs (principalmente sul-americanos. Os Jonas Brothers não gostaram do cancelamento, porém queriam se tornar cantores, e não atores - exceto Joe, o irmão do meio. A série finalizou com um total de 34 episódios: MUITO pouco para uma série da Disney. Além disso, a Disney quer sugestões dos fãs para a criação de novas séries, pois em 2010 perdeu franquias enormes como Hannah Montana e a chegada do final das séries Zack & Cody: Gêmeos a Bordo, Os Feiticeiros de Waverly Place e Uma Banda Lá Em Casa.

## Canções da 1ª temporada
Em JONAS os Jonas Brothers incorporaram 13 músicas inéditas (além de Live To Party, tema de abertura), na primeira temporada, feitas especialmente para a série.
| Temporada | Música                                 | Episódio                       | Vocal                                   |
| --------- | -------------------------------------- | ------------------------------ | --------------------------------------- |
| 1         | "Give Love a Try (Nick Jonas Version)" | "Wrong Song"                   | Nick Jonas, Joe Jonas & Bridgit Mendler |
| 1         | "Pizza Girl"                           | "Slice of Life"                | Jonas Brothers                          |
| 1         | "Keep It Real"                         | "Keep It Real"                 | Jonas Brothers                          |
| 1         | "We Got To Work It Out"                | "Band's Best Friend"           | Jonas Brothers                          |
| 1         | "Tell Me Why"                          | "Fashion Victim"               | Jonas Brothers                          |
| 1         | "Blue Danube (JONAS Version)"          | "That Ding You Do"             | Jonas Brothers                          |
| 1         | "I Did It All Again"                   | "Complete Repeat"              | Jonas Brothers                          |
| 1         | "Love Sick"                            | "Love Sick"                    | Jonas Brothers                          |
| 1         | "Give Love A Try (Joe Jonas Version)"  | "Karaoke Surprise"             | Jonas Brothers                          |
| 1         | "Time Is On Our Side"                  | "Forgetting Stella's Birthday" | Jonas Brothers                          |
| 1         | "I Left My Heart in Scandinavia"       | "Cold Shoulder"                | Kevin Jonas                             |
| 1         | "Live To Party"                        | "Original Theme Song"          | Jonas Brothers                          |

## Prêmios e indicações
| Ano  | Prêmio             | Categoria         | Quem recebeu   | Resultado |
| ---- | ------------------ | ----------------- | -------------- | --------- |
| 2009 | Teen Choice Awards | Programa musical  | JONAS          | Venceu    |
| 2009 | Teen Choice Awards | Estrela Feminina  | Chelsea Staub  | Nomeado   |
| 2009 | Teen Choice Awards | Estrela masculina | Frankie Jonas  | Venceu    |
| 2009 | Teen Choice Awards | Atores Comédia    | Jonas Brothers | Venceu    |